# Batalla de Walcourt
La batalla de Walcourt se libró el 25 de agosto de 1689 durante la guerra de los Nueve Años. La batalla tuvo lugar cerca de la ciudad de Walcourt, cerca de Charleroi, en los Países Bajos españoles, y puso fin a un verano sin incidentes de marchas, saqueos y maniobras. La Liga de Augsburgo salió victoriosa de la batalla, que también fue el único enfrentamiento notable de la campaña de 1689.
El ejército de la Liga estaba dirigido por el Príncipe de Waldeck, mientras que el mariscal de Humières estaba al mando del ejército francés. En esa batalla los franceses sufrieron alrededor de 2.000 muertes en la batalla, mientras que las pérdidas aliadas fueron menos de 300. La victoria fue un comienzo prometedor de la guerra para el bando del rey Guillermo III de Inglaterra y la Liga. En cambio, la reputación militar de Humières sufrió un golpe fatal a causa de la batalla, del que nunca se recuperaría. En la siguiente campaña de 1690, Humières fue sustituido a causa de ello por el duque de Luxemburgo.

## Antecedentes
En septiembre de 1688, las tropas del Luis XIV  entraron en la zona del Rin y sitiaron Philippsburg. Luis esperaba obligar de esa manera a los poderosos príncipes alemanes y al emperador del Sacro Imperio Romano Germánico Leopoldo I a convertir la tregua de Ratisbona en un tratado de paz permanente, lo que habría confirmado las adquisiciones territoriales francesas, que fueron obtenidas en la guerra de las Reuniones. Como resultado, otras ciudades alemanas como Oppenheim, Kaiserslautern y Heidelberg, así como la fortaleza de Maguncia, cayeron rápidamente. Sin embargo, en lugar de esconderse de los agresores franceses, los príncipes alemanes se aliaron contra Luis. Así, la campaña, que originalmente estaba concebida para durar unos meses, se convirtió así en la guerra de los Nueve Años.
Al atacar la zona del Rin, Luis eliminó los temores holandeses de que los franceses atacarían la República Holandesa, lo que facilitó la invasión de Inglaterra por parte de Guillermo de Orange en noviembre. El posterior éxito de Guillermo en la Revolución Gloriosa, que le llevó a ascender al trono inglés y a su regencia conjunta con su esposa María II en febrero de 1689, le permitió dedicar todo el poder económico y militar de Inglaterra a luchar contra Francia. Así, la coalición contra Francia que Guillermo durante mucho tiempo había querido formar, se formó casi por sí sola. El 12 de mayo de 1689, el orangista y el emperador firmaron el instrumento de adhesión de los Países Bajos e Inglaterra a la Liga de Augsburgo, creando la Gran Alianza de Viena. Esta alianza tenía como objetivo hacer retroceder a Francia a las fronteras del final de la guerra de los Treinta Años y de la guerra franco-española, lo que significaría que Luis habría perdido todas sus conquistas desde que llegó al poder.
Más tarde, los Países Bajos españoles se convirtieron en uno de los principales teatros de guerra, pero durante las primeras etapas de la guerra en 1689 ese lugar era sólo un teatro menor de esa guerra. Esto se debió a que los protagonistas de la guerra estaban ocupados en otros frentes. Guillermo estaba lidiando con cuestiones políticas y la rebelión jacobita en Escocia, Luis estaba en el Rin y los príncipes alemanes estaban reuniendo sus ejércitos para empujar al ejército francés de regreso al Rin y revertir de esa manera sus derrotas anteriores.

## Preludio

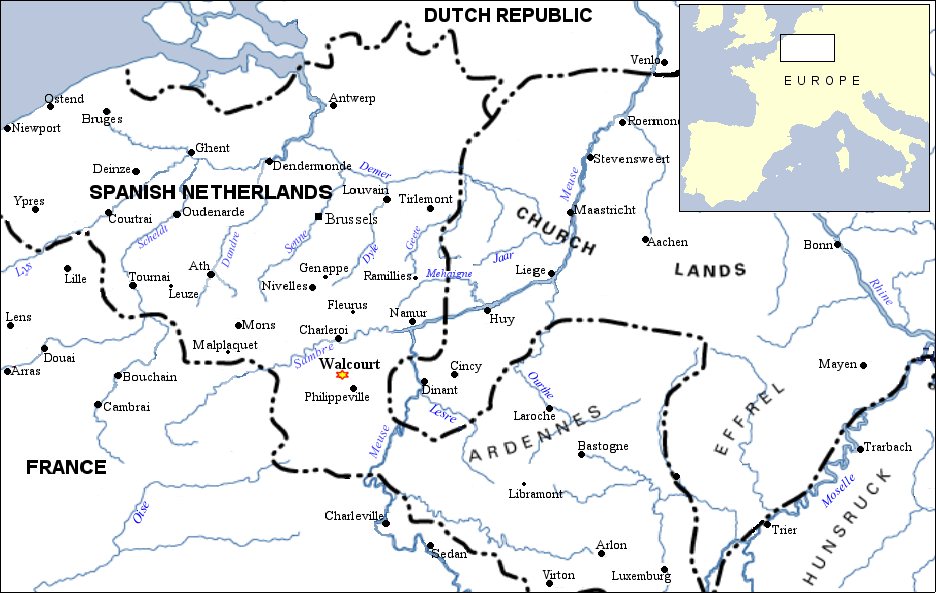
Los Países Bajos Españoles. Walcourt se encuentra al sur de Charleroi, cerca del río Sambre.

El 14 de mayo de 1689, Humières reunió a sus ejércitos para la nueva campaña en los Países Bajos españoles cerca de Boussières en el Sambre. Allí se reunieron un total de 24 batallones y 75 escuadrones, es decir en total unos 24.000 hombres. Guillermo confió el mando supremo de su ejército de 35.000 hombres en este teatro de guerra al príncipe de Waldeck, de 69 años. El contingente inglés de 8.000 hombres fue puesto al mando del duque de Marlborough. Sin embargo, Guillermo se mantuvo escéptico sobre la calidad de las tropas inglesas. En comparación con las fuerzas armadas holandesas, las tropas inglesas carecían de organización, estructuras administrativas y de una comisaría de suministros. Waldeck observó con gran interés cómo Marlborough buscaba mantener el orden y la organización en su cadena de mando. Más tarde escribió que esperaba que los ingleses fueran "... tan disciplinados como valientes", aunque en septiembre Waldeck "lamentó"... su temperamento, su indiferencia, su lamentable ropa y el peor de todos los zapatos".
Debido a problemas administrativos y a la llegada tardía de algunos contingentes, la apertura de la ofensiva de los aliados se retrasó hasta finales de junio. Waldeck marchó desde cerca de Tienen hacia Fleurus. Los dos ejércitos pasaron los siguientes dos meses marchando y retrocediendo, intentando obtener así una ventaja estratégica. El 24 de agosto, Waldeck cruzó el Sambre y acampó cerca de la antigua ciudad de Walcourt, donde se contentó con vivir en territorio enemigo.

## La batalla
El 25 de agosto, los aliados enviaron a Fouriere a los alrededores. Fueron escoltados por 600 ingleses del regimiento del coronel Hodges (del 16.º Regimiento de Infantería, más tarde Regimiento de Bedfordshire y Hertfordshire). En un esfuerzo por expulsar a los invasores, Humières atacó los puestos avanzados de Fourieres y de los aliados ubicados aproximadamente a 3 km al sur de Walcourt. Entonces los aliados ordenaron a sus tropas que retrocedieran y se prepararon así para la batalla.
El regimiento de Hodges logró impedir el avance de la vanguardia francesa y cubrir la retirada del sorprendido Fouriere durante casi dos horas antes de que él, a su vez, ordenara una retirada a un molino cercano (ver mapa arriba ). A las 11:00 a. m., Marlborough estuvo a la vista de la escena. Cuando se dio cuenta de que Hodges estaba bajo fuego desde varias posiciones francesas, ordenó al asediado coronel a retirarse a una colina al este de Walcourt, detrás de la cual el grueso del ejército aliado se estaba formando para atacar a los franceses. Waldeck le comentó más tarde a Guillermo: "[Hodges] y los ingleses que lucharon con él han realizado un milagro, y nunca hubiera creído que tantos ingleses mostrarían tal joie de combattre."
Aunque sus tropas ni siquiera habían logrado derrotar a los pocos hombres de Hodges, Humières decidió atacar el propio Walcourt, que había sido ocupado por 600 hombres. Aunque las defensas de la ciudad eran anticuadas, no fue fácil tomarla porque estaba situada sobre una colina estando además parcialmente protegida por un río. Además, el suelo del lugar no resultó ser especialmente ventajosa para los franceses. Sin embargo, se llevaron aun así a cabo varios ataques, en los que los franceses sufrieron grandes pérdidas por las armas de enfilada aliadas. A pesar de las pérdidas, Humières perseveró y envió un grupo del Régiment des Gardes françaises para prender fuego a las puertas de Walcourt. El intento fracasó y la seguridad de la guarnición finalmente quedó garantizada después de que el general de brigada Thomas Tollemache lograra llevar a la ciudad a los Guardias Coldstream y un batallón alemán a las 14:00 horas.
Obligado a ampliar el campo de batalla, Humières lanzó a sus hombres en un ataque improvisado contra el ala derecha de la principal fuerza de los aliados detrás de la ciudad. Aproximadamente a las 18:00 horas, Waldeck lanzó un doble contraataque contra los cansados franceses. Los neerlandeses del general Slangenburg atacaron contra su flanco izquierdo y Marlborough atacó al frente de los Salvavidas y los Azules (apoyados por dos regimientos de infantería) contra su derecho. Los franceses retrocedieron tambaleándose en desorden, pero la caballería francesa bajo el mando del coronel Villars impidió una derrota precipitada, lo que permitió a Humières y sus hombres escapar de la batalla.
Humières fue humillado, pero debido a problemas administrativos Waldeck solo hizo pocos esfuerzos para seguir adelante y así consolidar su victoria. Durante unos días los ejércitos estuvieron frente a frente y se dispararon unos a otros con sus cañones, pero no hubo más combates. Humières regresó a las fortalezas del Escalda y Waldeck en Bruselas.
Entre los regimientos escoceses que participaron en la batalla se encontraban los Guardias Escoceses, los Escoceses Reales y los Fusileros Escoceses Reales.

## Consecuencias

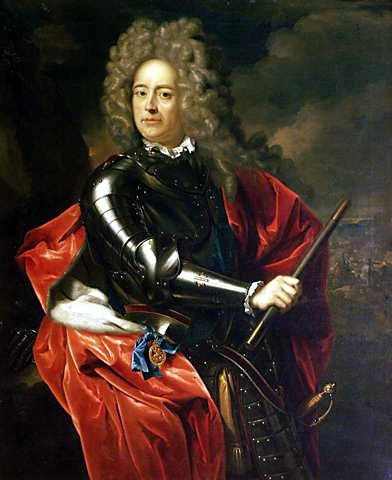
Marlborough, pintura de Adriaen van der Werff

La batalla, el único enfrentamiento significativo de toda la campaña, fue intensa y sangrienta. Los contemporáneos no recordaban un enfrentamiento de la misma gravedad entre tropas inglesas y francesas. Las pérdidas francesas se estimaron entre 600 y 2.000 hombres, además de la pérdida de seis cañones. Las pérdidas aliadas oscilaron entre 100 y 300. El príncipe de Waldeck recomendó frente a Guillermo Marlborough, que tenía entonces 39 años de edad, quien "... a pesar de su juventud" había demostrado una gran habilidad militar. El 5 de septiembre, en reconocimiento por sus logros, Guillermo otorgó a Marlborough el prestigioso mando del 7.º Regimiento de Infantería, los posteriores Fusileros Reales.
La victoria de Walcourt aumentó la confianza de los aliados. Humières, en cambio, a quien sus colegas apodaron le maréchal sans lumière (traducido libremente: “El mariscal sin luz”, posiblemente entendido como un caso perdido), se sintió avergonzado. Antes de marchar a los cuarteles de invierno, retiró cuatro batallones de Gardes françaises para marchar hacia Renania, donde las tropas de Luis, superadas en número, enfrentaron su mayor desafío en 1689. Sin embargo, ya en 1690, el principal escenario de la guerra volvió a ser Flandes. Luis confió el mando de esta campaña al duque de Luxemburgo, quien logró su obra maestra estratégica en la batalla de Fleurus el 1 de julio de 1690.